# Paracoccus canalis
Paracoccus canalis är en insektsart som först beskrevs av Brittin 1938.  Paracoccus canalis ingår i släktet Paracoccus och familjen ullsköldlöss. Inga underarter finns listade i Catalogue of Life.